# Vou-me embora pra Pasárgada
Vou-me embora pra Pasárgada é um poema do escritor modernista brasileiro Manuel Bandeira.
Este poema caiu no gosto dos intelectuais e também de pessoas comuns. É utilizado para dizer que existe um lugar onde a pessoa se sente bem e pode realizar os seus desejos sob o meio ideal e imaginário como no sentimento de utopia, entre inúmeras outras interpretações o poema se fortalece no meio erótico como função de conforto. O poema também se mostra como nostálgico e é entendido como forma de compreensão da solidão, da fuga do monótono e da infelicidade.
A cidade de Pasárgada existiu de fato, na antiga Pérsia, sendo que suas ruínas constituem atualmente um sítio arqueológico na província de Fars, no Irã. O local conta com a tumba do rei persa Ciro, o Grande, sendo considerado Patrimônio Mundial da UNESCO.